# 吴皓 (导演)

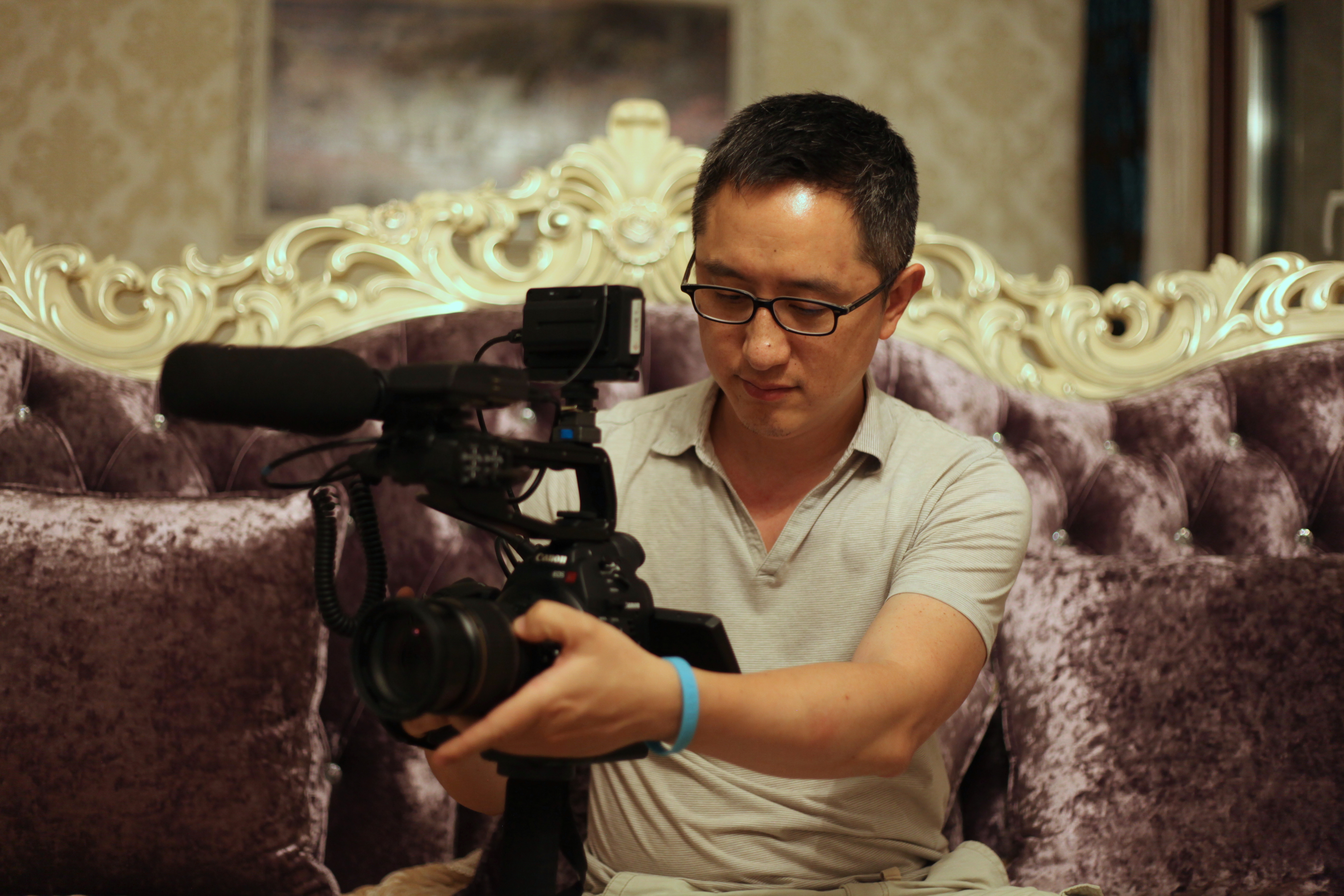
吴皓

吴皓（1972年—）是一位美国华人纪录片导演。

## 生平
1972年出生于四川成都，1992年获得中国科学技术大学生物系学士学位，1995年获得布兰戴斯大学硕士学位，2000年获得密歇根大学罗斯商学院工商管理硕士学位。后任职于美国运通、阿里巴巴集团、猫途鹰。2005年拍摄首部纪录片《Beijing or Bust》。2006年2月22日因拍摄中国新教地下教会曾被拘留。同年7月11日被释放。2011年离开猫途鹰，开始专注于纪录片拍摄。

## 作品
- 2005年 《Beijing or Bust》导演、编剧[9]
- 2013年 《成名之路》导演[10]
- 2018年 《虚你人生》导演[1]
- 2019年 《我们一家人》导演
- 2020年 《76天》导演